# Großer Preis von Belgien 1952
Der Große Preis von Belgien 1952 (offiziell XIV Grote Prijs van Belgie Grand Prix d’Europe) fand am 22. Juni auf dem Circuit de Spa-Francorchamps in Spa statt und war das dritte Rennen der Automobil-Weltmeisterschaft 1952. Der 1952er Große Preis von Belgien hat auch den FIA-Ehrentitel Großer Preis von Europa.

## Bericht

### Hintergrund
Nach dem 36. Indianapolis 500 führte Piero Taruffi in der Fahrerwertung mit einem Punkt vor Troy Ruttman und mit drei Punkten vor Rudolf Fischer und Richard Rathmann.
Vor dem Großen Preis von Belgien verunglückte der ehemalige Alfa-Werksfahrer Luigi Fagioli tödlich bei einem Sportwagenrennen in Monaco. Ebenso war die Saison für den amtierenden Weltmeister Juan Manuel Fangio zu Ende, als dieser in Monza bei einem nicht zur WM zählenden Rennen schwer verunglückte. Ferrari war mit drei Werkswagen vertreten, die an Alberto Ascari, Giuseppe Farina und Taruffi vergeben wurden. Gordini und HWM meldeten je vier Werkswagen, alle anderen Starter waren mehr oder weniger privat gemeldet. Maseratis Fahrzeuge waren noch nicht fertig.
Mit Farina und Louis Rosier (jeweils einmal) traten zwei ehemalige Sieger zu diesem Grand Prix an.

### Training und Qualifying
Das Training wurde völlig von den Werks-Ferraris beherrscht. Alle drei standen in der ersten Reihe, wobei sich Ascari den besten Startplatz sicherte und seinen Teamkollegen Taruffi um neun Sekunden distanzierte. Gegenüber den zahlreichen Privatiers war er sogar fast eine Minute schneller.

### Rennen

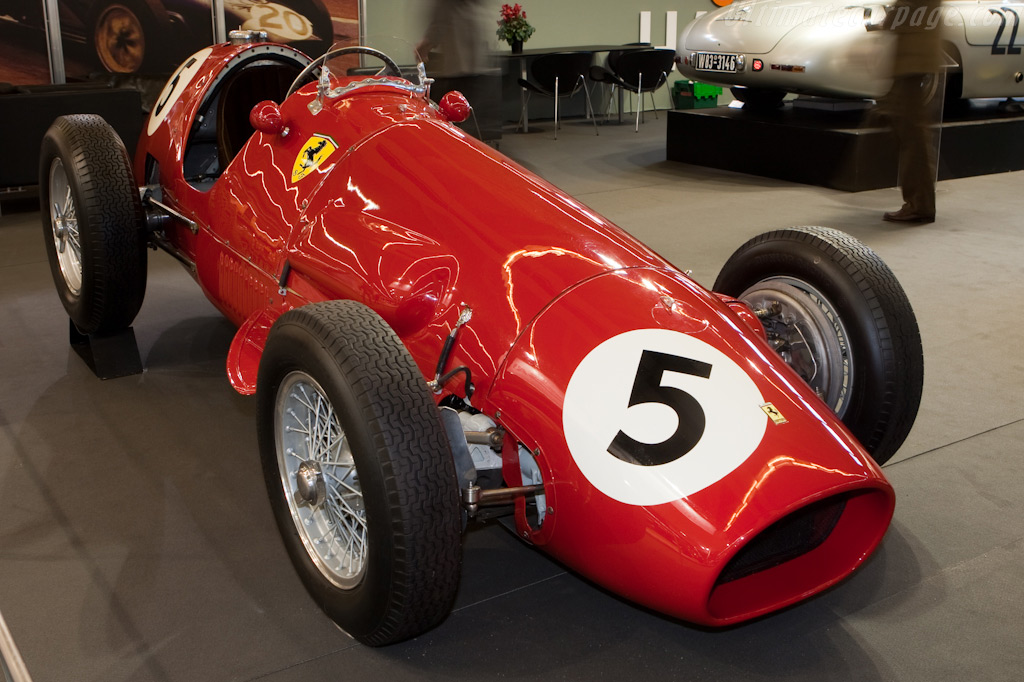
Ferrari 500, Siegerwagen von Alberto Ascari

Der Renntag war verregnet. Am Start wurden alle Favoriten von Jean Behra überrumpelt, der als Erster aus der ersten Runde zurückkam. In der La Source Haarnadelkurve übertrieb er es dann aber etwas und drehte sich, sodass Ascari und Farina vorbeischlüpften. Den dritten Ferrari mit Taruffi konnte er noch bis zur 13. Runde hinter sich halten. Als Taruffi ihn dann überholen konnte, drehte er sich unmittelbar danach und riss den noch dicht auf folgenden Behra mit in die Streckenbegrenzung. Beide Fahrer blieben unverletzt, mussten das Rennen jedoch aufgeben. Kurz zuvor hatte Ken Wharton weniger Glück, als er sich drehte und rückwärts in einen Stacheldrahtzaum rutsche, wobei er sich schmerzhafte Schnittverletzungen zuzog.
Die beiden Ferrari in der Reihenfolge Ascari vor Farina drehten ihre Runden unangefochten an der Spitze und siegten vor Robert Manzon, den sie als einzigen nicht überrundeten. Vierter wurde Mike Hawthorn, dessen Benzintank undicht war.
In der Fahrerwertung führten nach dem Rennen Ascari und Taruffi punktgleich vor Ruttman.

## Meldeliste
| Team                       | Nr. | Fahrer                        | Chassis              | Motor              | Reifen |
| -------------------------- | --- | ----------------------------- | -------------------- | ------------------ | ------ |
| Ferrari                    | 02  | Giuseppe Farina               | Ferrari 500          | Ferrari 2.0 L4     | P      |
| Ferrari                    | 04  | Alberto Ascari                | Ferrari 500          | Ferrari 2.0 L4     | P      |
| Ferrari                    | 06  | Piero Taruffi                 | Ferrari 500          | Ferrari 2.0 L4     | P      |
| Mike Hawthorn              | 08  | Mike Hawthorn                 | Cooper T20           | Bristol 2.0 L6     | D      |
| Ecurie Richmond            | 10  | Alan Brown                    | Cooper T20           | Bristol 2.0 L6     | D      |
| Ecurie Richmond            | 12  | Eric Brandon                  | Cooper T20           | Bristol 2.0 L6     | D      |
| Gordini                    | 14  | Robert Manzon                 | Gordini T16 (1952)   | Gordini 2.0 L6     | E      |
| Gordini                    | 16  | Jean Behra                    | Gordini T16 (1952)   | Gordini 2.0 L6     | E      |
| Gordini                    | 18  | Johnny Claes                  | Gordini T16 (1952)   | Gordini 2.0 L6     | E      |
| Gordini                    | 20  | Prinz Bira                    | Simca-Gordini T15 GC | Gordini 2.0 L6     | E      |
| Ecurie Rosier              | 22  | Louis Rosier                  | Ferrari 500          | Ferrari 2.0 L4     | D      |
| HWM                        | 24  | Lance Macklin                 | HWM 52               | Alta 1.5           | D      |
| HWM                        | 26  | Peter Collins                 | HWM 52               | Alta 1.5           | D      |
| HWM                        | 28  | Paul Frère                    | HWM 52               | Alta 1.5           | D      |
| HWM                        | 30  | Roger Laurent                 | HWM 52               | Alta 1.5           | D      |
| English Racing Automobiles | 32  | Stirling Moss                 | ERA G-Type           | Bristol 2.0 L6     | D      |
| Ecurie Francorchamps       | 34  | Charles de Tornaco            | Ferrari 500          | Ferrari 2.0 L4     | E      |
| Scuderia Franera           | 36  | Ken Wharton                   | Frazer-Nash FN 48    | Bristol 2.0 L6     | D      |
| Arthur Legat               | 38  | Arthur Legat                  | Veritas Meteor       | Veritas 2.0 L6     | E      |
| Aston Martin               | 40  | Robin Montgomerie-Charrington | Aston NB             | Butterworth 2.0 L4 | D      |
| F.A.O. Gaze                | 42  | Tony Gaze                     | HWM 51               | Alta 1.5           | D      |
| Robert O’Brien             | 44  | Robert O’Brien                | Simca-Gordini T15GC  | Gordini            | E      |

## Klassifikation

### Qualifikation
| Pos. | Fahrer                        | Konstrukteur  | Zeit   | Startreihe |
| ---- | ----------------------------- | ------------- | ------ | ---------- |
| 01   | Alberto Ascari                | Ferrari       | 4:37,0 | 1 R        |
| 02   | Giuseppe Farina               | Ferrari       | 4:40,0 | 1 M        |
| 03   | Piero Taruffi                 | Ferrari       | 4:46,0 | V1 L       |
| 04   | Robert Manzon                 | Gordini       | 4:52,0 | 2 R        |
| 05   | Jean Behra                    | Gordini       | 4:56,0 | 2 L        |
| 06   | Mike Hawthorn                 | Cooper        | 4:58,0 | 3 R        |
| 07   | Ken Wharton                   | Frazer Nash   | 5:01,0 | 3 M        |
| 08   | Paul Frère                    | H.W.M.        | 5:05,0 | 3 L        |
| 09   | Alan Brown                    | Cooper        | 5:07,0 | 4 R        |
| 10   | Stirling Moss                 | E.R.A.        | 5:07,6 | 4 L        |
| 11   | Peter Collins                 | H.W.M.        | 5:09,0 | 5 R        |
| 12   | Eric Brandon                  | Cooper        | 5:11,0 | 5 M        |
| 13   | Charles de Tornaco            | Ferrari       | 5:14,5 | 5 L        |
| 14   | Lance Macklin                 | H.W.M.        | 5:17,1 | 6 R        |
| 15   | Robin Montgomerie-Charrington | Aston         | 5:19,3 | 6 L        |
| 16   | Tony Gaze                     | H.W.M.        | 5:22,8 | 7 R        |
| 17   | Louis Rosier                  | Ferrari       | 5:25,7 | 7 M        |
| 18   | Prinz Bira                    | Simca-Gordini | 5:28,4 | 7 L        |
| 19   | Johnny Claes                  | Simca-Gordini | 5:31,1 | 8 R        |
| 20   | Roger Laurent                 | H.W.M.        | 5:37,9 | 8 L        |
| 21   | Arthur Legat                  | Veritas       | 5:45,0 | 9 R        |
| 22   | Robert O’Brien                | Simca-Gordini | 5:51,0 | 9 L        |

## Rennergebnis
| Pos. | Fahrer                        | Konstrukteur  | Runden | Zeit       | Start | Schnellste Runde |
| ---- | ----------------------------- | ------------- | ------ | ---------- | ----- | ---------------- |
| 01   | Alberto Ascari                | Ferrari       | 36     | 3:03:46,3  | 01    | 4:55,0           |
| 02   | Giuseppe Farina               | Ferrari       | 36     | + 1:55,2   | 02    |                  |
| 03   | Robert Manzon                 | Gordini       | 36     | + 4:28,4   | 04    |                  |
| 04   | Mike Hawthorn                 | Cooper        | 35     | + 1 Runde  | 06    |                  |
| 05   | Paul Frère                    | H.W.M.        | 34     | + 2 Runden | 08    |                  |
| 06   | Alan Brown                    | Cooper        | 34     | + 2 Runden | 09    |                  |
| 07   | Charles de Tornaco            | Ferrari       | 33     | + 3 Runden | 13    |                  |
| 08   | Johnny Claes                  | Simca-Gordini | 33     | + 3 Runden | 19    |                  |
| 09   | Eric Brandon                  | Cooper        | 33     | + 3 Runden | 12    |                  |
| 10   | Prinz Bira                    | Simca-Gordini | 32     | + 4 Runden | 18    |                  |
| 11   | Lance Macklin                 | H.W.M.        | 32     | + 4 Runden | 14    |                  |
| 12   | Roger Laurent                 | H.W.M.        | 32     | + 4 Runden | 20    |                  |
| 13   | Arthur Legat                  | Veritas       | 31     | + 5 Runden | 21    |                  |
| 14   | Robert O’Brien                | Simca-Gordini | 30     | + 6 Runden | 22    |                  |
| 15   | Tony Gaze                     | H.W.M.        | 30     | + 6 Runden | 16    |                  |
| –    | Robin Montgomerie-Charrington | Aston         | 17     | DNF        | 15    |                  |
| –    | Piero Taruffi                 | Ferrari       | 13     | DNF        | 03    |                  |
| –    | Jean Behra                    | Gordini       | 13     | DNF        | 05    |                  |
| –    | Ken Wharton                   | Frazer Nash   | 10     | DNF        | 07    |                  |
| –    | Louis Rosier                  | Ferrari       | 5      | DNF        | 17    |                  |
| –    | Peter Collins                 | H.W.M.        | 3      | DNF        | 11    |                  |
| –    | Stirling Moss                 | E.R.A.        | 0      | DNF        | 10    | –                |

## WM-Stand nach dem Rennen
Die ersten fünf bekamen 8, 6, 4, 3 bzw. 2 Punkte; einen Punkt gab es für die schnellste Runde. Es zählten nur die vier besten Ergebnisse aus acht Rennen.

### Fahrerwertung
| Pos. | Fahrer                  | Konstrukteur  | Punkte |
| ---- | ----------------------- | ------------- | ------ |
| 01   | Alberto Ascari          | Ferrari       | 9      |
| 02   | Piero Taruffi           | Ferrari       | 9      |
| 03   | Troy Ruttman            | Kuzma         | 8      |
| 04   | Giuseppe Farina         | Ferrari       | 6      |
| 05   | Richard Rathmann        | Kurtis Kraft  | 6      |
| 06   | Rudolf Fischer          | Ferrari       | 6      |
| 07   | Robert Manzon           | Gordini       | 4      |
| 08   | Sam Hanks               | Kurtis Kraft  | 4      |
| 09   | Jean Behra              | Gordini       | 5      |
| 10   | Duane Carter            | Lesovsky      | 3      |
| 11   | Ken Wharton             | Frazer Nash   | 3      |
| 12   | Mike Hawthorn           | Cooper        | 3      |
| 13   | Alan Brown              | Cooper        | 2      |
| 14   | Art Cross               | Kurtis Kraft  | 2      |
| 15   | Paul Frère              | H.W.M.        | 2      |
| 16   | Bill Vukovich           | Kurtis Kraft  | 1      |
| 17   | Charles de Tornaco      | Ferrari       | 0      |
| 18   | Emmanuel de Graffenried | Maserati      | 0      |
| 19   | Johnny Claes            | Simca-Gordini | 0      |

| Pos. | Fahrer                        | Konstrukteur  | Punkte |
| ---- | ----------------------------- | ------------- | ------ |
| 20   | Peter Hirt                    | Ferrari       | 0      |
| 21   | Eric Brandon                  | Cooper        | 0      |
| 22   | Prinz Bira                    | Simca-Gordini | 0      |
| 23   | Lance Macklin                 | H.W.M.        | 0      |
| 24   | Roger Laurent                 | H.W.M.        | 0      |
| 25   | Arthur Legat                  | Veritas       | 0      |
| 26   | Robert O’Brien                | Simca-Gordini | 0      |
| 27   | Tony Gaze                     | H.W.M.        | 0      |
| –    | André Simon                   | Ferrari       | 0      |
| –    | Harry Schell                  | Maserati      | 0      |
| –    | Stirling Moss                 | ERA / H.W.M.  | 0      |
| –    | Peter Collins                 | H.W.M.        | 0      |
| –    | George Abecassis              | H.W.M.        | 0      |
| –    | Hans Stuck                    | A.F.M.        | 0      |
| –    | Toni Ulmen                    | Veritas       | 0      |
| –    | Louis Rosier                  | Ferrari       | 0      |
| –    | Max de Terra                  | Simca-Gordini | 0      |
| –    | Robin Montgomerie-Charrington | Aston         | 0      |